# Велчево (Ловечская область)
Велчево (болг. Велчево) — село в Болгарии. Находится в Ловечской области, входит в общину Априлци. Население составляет 172 человека.

## Политическая ситуация
Кмет (мэр) общины Априлци — Младен Максимов Пелов (коалиция в составе 3 партий: Демократы за сильную Болгарию (ДСБ), Национальное движение «Симеон Второй» (НДСВ), Союз демократических сил (СДС)) по результатам выборов.